# Птолемей (гностик)
Вижте пояснителната страница за други личности с името Птолемей.
Птолемей (на латински: Ptolemaeus Gnosticus, Ptolemaios) е гностик през 2 век.
Според Ириней Лионски той е ученик на Валентин († след 160) и работи в Рим, Италия и Южна Франция.
Единственото запазено произведение на Птолемей е едно писмо до ученика му Флора, в което пише за прозхода на закона на Стария завет. То се намира при Епифаний Кипърски (Adversus haereses 33,3-7).